# 新幹線500系電車900番台

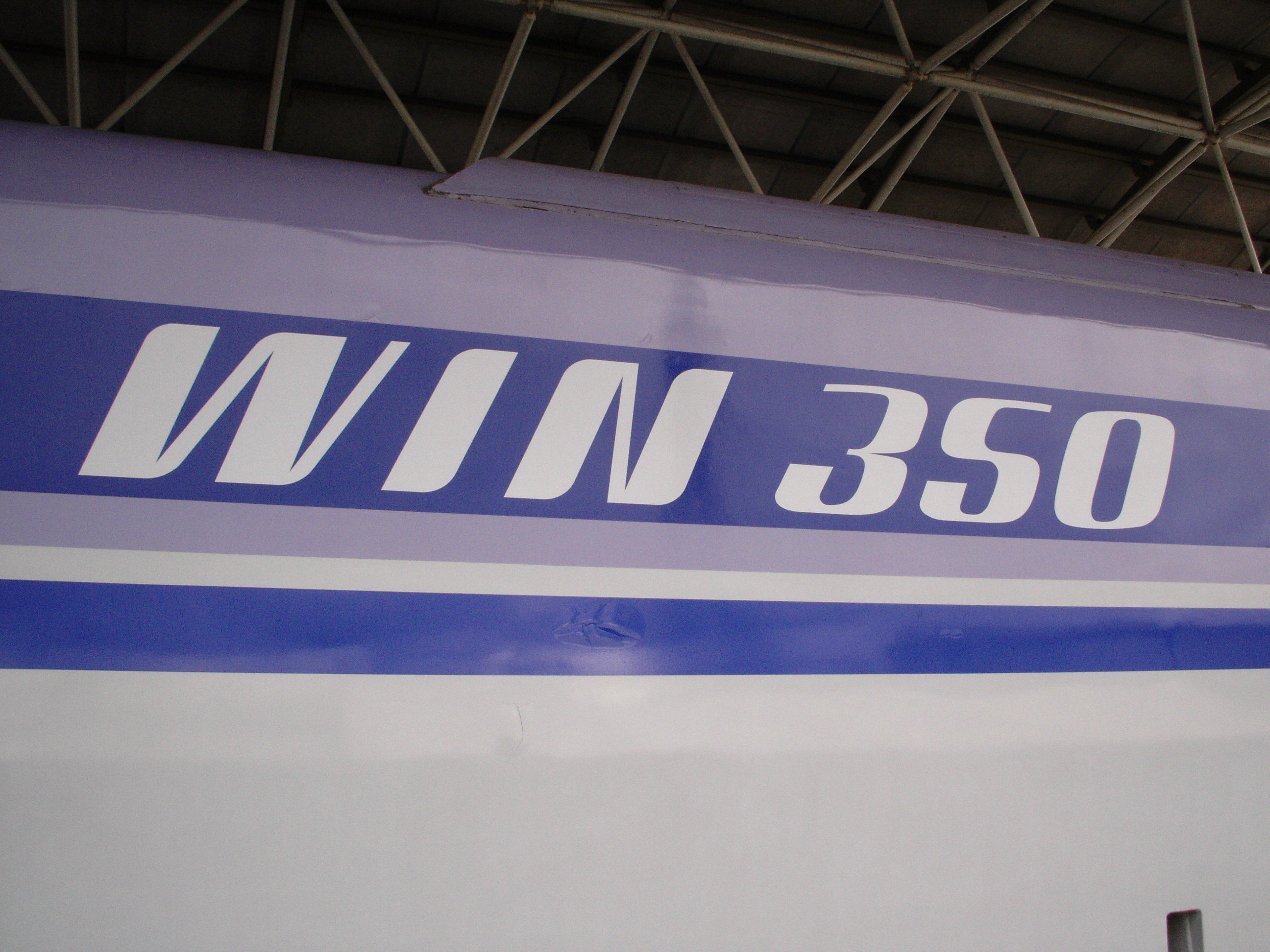
車体側面のロゴマーク

新幹線500系900番台電車（しんかんせん500けい900ばんだいでんしゃ） は西日本旅客鉄道（JR西日本）が1992年（平成4年）に開発した、最高速度350 km/hでの営業運転に必要なデータを収集するために運用された6両編成の高速試験電車であり、新幹線500系電車の原型となった試作車である。ただし、形式称号こそ500系900番台の車両番号が付与されているが、外見的・構造的に共通点はあまりない。全くの試験車両で乗客を乗せて走行したことはない。
またWIN350という愛称がある。これはWest Japan Railway's Innovation for the operation at 350km/h（350 km/h運転のためのJR西日本の革新的な技術開発）の略である。

## 開発の背景
JR西日本の所管する山陽新幹線は東海道新幹線ほど鉄道のシェアが高くなく、航空路線に対抗するため列車の速度向上が不可欠だったことが、この電車の開発の背景としてある。そのため、JR西日本では1990年（平成2年）に新幹線高速化プロジェクトを立ち上げ、技術的検討を行ってきた。目標速度は350 km/hであり、その技術的検証を実車により行うことを目的に製造された。

## 番台区分について
この電車は将来量産車が500系として登場することを前提として製造されたため、形状等がかなり違うものの500系の試作車という扱いになっている。そのため、純然たる試験車両として9XX形を名乗ることはなく、また量産車とは形態がかなり異なるため量産先行車としての（500系）9000番台を称することもなかったため、歴代新幹線車両の中では唯一“試作車”としての900番台となっている。一般的に在来線車両の場合、900番台の試作車は量産車登場後に量産車化改造などを行い営業運転で使用されるケースがほとんどであるが、その開発目的の特殊性および、外観や編成両数などの量産車との余りに多い相違点から、営業運転に就くことは最初から考慮されておらず、試験を終えると500系量産車就役前に廃車となった。

## 設計上の基本方針
WIN350は、将来の16両編成運転時に想定されるあらゆる技術的問題点の検証を可能とするため、最低6両編成が必要であるとの結論により、6両編成で製作された。また、環境に対する配慮がWIN350の開発目的の最重要項目の一つであることから、各車とも車体形状の変更など、あらゆる仮設ができる構造としている。
JR西日本の経営上、高速化に対するニーズが非常に大きいため、早期に営業用量産車の投入が可能なよう、未解明な技術は使用せず、既に確立されている技術を基本に開発が行われた。しかし、将来の高速車両のための技術開発も必要であることから、翼型パンタグラフや台車へのアクティブサスペンションなどの取付けも考慮している。機器構成も、量産車でも同じ部品を使用することにより、設計作業を効率化し、早期の量産車投入に資するよう配慮されている。

## 車両の概要
車体構造は、アルミニウム合金の大型押し出し形材を使用したアルミハニカム構造を採用しており、軽量化を図っている。床下の機器は車体の床に取り付け後、塞ぎ板でカバーされており、本体の構造も含めて300系に近い構造である。車体は、窓や扉の段差の騒音への影響を調査するため、窓のほとんど、または全くない車両と窓をフル装備した車両（4号車）を設定している。側扉は、3号車と4号車に1対ずつ設備する。先頭部の形状は両端で異なる形状とし、比較検討ができるようにしている。1号車は極力平滑化したタイプ、6号車はさらに先頭部の勾配をなだらかにして、運転台部をキャノピー状に張り出させた形状である。
車体形状は、試験車であり営業用には使用しないことから、高さを大幅に縮めて車体高3,300 mmとしており、300系と比べて35 cmも低い。最大幅は3,380 mmで、高さよりも幅の方が広いという平たい車体である。ただし、車体高さによる影響を調べるため、屋根上に模擬屋根を仮設することも可能だった。
主回路制御（主変換装置、WPC901形）は、300系と同じGTOサイリスタ素子（4,500V - 4,000A）によるVVVFインバータ制御である。量産車では4両で1ユニットとされたが、WIN350は6両編成であることから3両を1ユニットとした全電動車方式である。3両ユニットの中間の電動車に主変圧器を配置し、前後の電動車の主変換装置が主変圧器を搭載した電動車の電動機を含む、6台の電動機を制御する（1C6M制御方式）。主回路機器は三菱電機と東芝が担当している。主変換装置の重量は3,180 kgである。
主変圧器（WTM928形）は一次巻線が4,950 kVA、二次巻線が4,600 kVA（単相交流955 V,60Hz）、三次巻線が350 kVA（単相交流441 V,60Hz）の容量を備える。重量は4,195 kgである。運転台のマスコンハンドルは力行1 - 14ノッチ、ブレーキは常用1 - 7段・非常から構成される。
補助電源装置は3・6号車の機器は量産車での使用を想定したものだが、4号車の機器は試験用測定装置の電源である。機器は床下に搭載スペースが確保できないことから室内に搭載している。空調装置はヒートポンプ式で、冷房時58.14 kW（50,000 kcal/h）・暖房時39.53 kW（34,000 kcal/h）の能力を有しており、各車両の床下に1基搭載される（床下集中形）。

### 編成表
|          | ← 博多新大阪 →   |                  |                |                |                  |                 |
| 号車     | 1                | 2                | 3              | 4              | 5                | 6               |
| 車両番号 | 500-901 （M'1c） | 500-902 （M'1p） | 500-903 （M1） | 500-904 （M2） | 500-905 （M'2p） | 500-906 （M2c） |
| 製造所   | 川崎重工業       | 川崎重工業       | 川崎重工業     | 日立製作所     | 日立製作所       | 日立製作所      |
| 搭載機器 | CI,SR            | MTr              | CI,APU CP,BT   | CI,APU CP,BT   | MTr              | CI,APU,BT       |
| 車両重量 | 41.6 t           | 42.0 t           | 43.6 t         | 40.8 t         | 40.8 t           | 43.2 t          |
| 車内設備 |                  |                  | トイレ         | 座席           |                  |                 |

凡例
- MTr：主変圧器、CI：主変換装置、APU：補助電源装置、CP：空気圧縮機、BT：蓄電池、SR：列車無線
- 車両重量の出典[4]

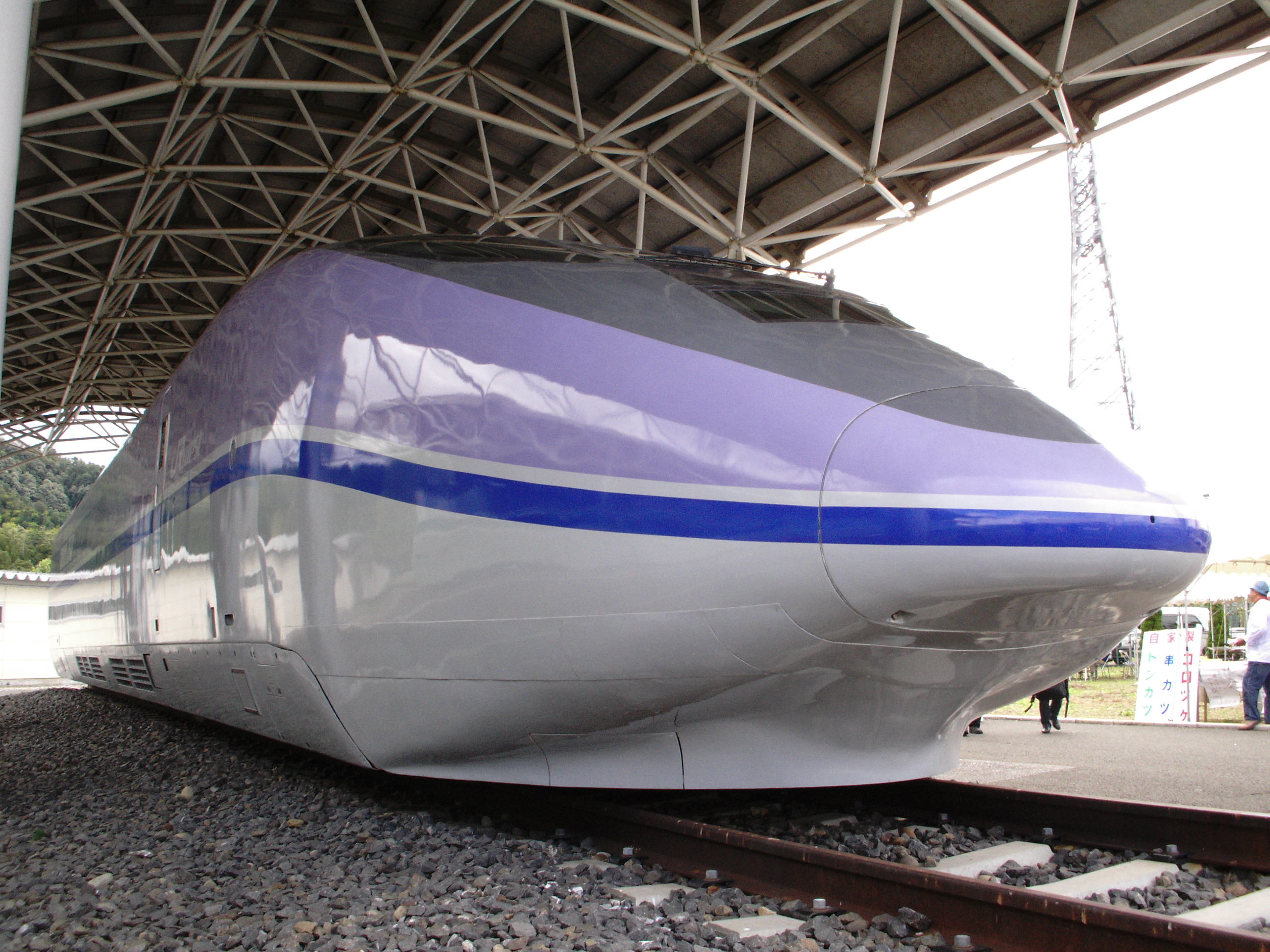
博多方先頭車 (500-901)
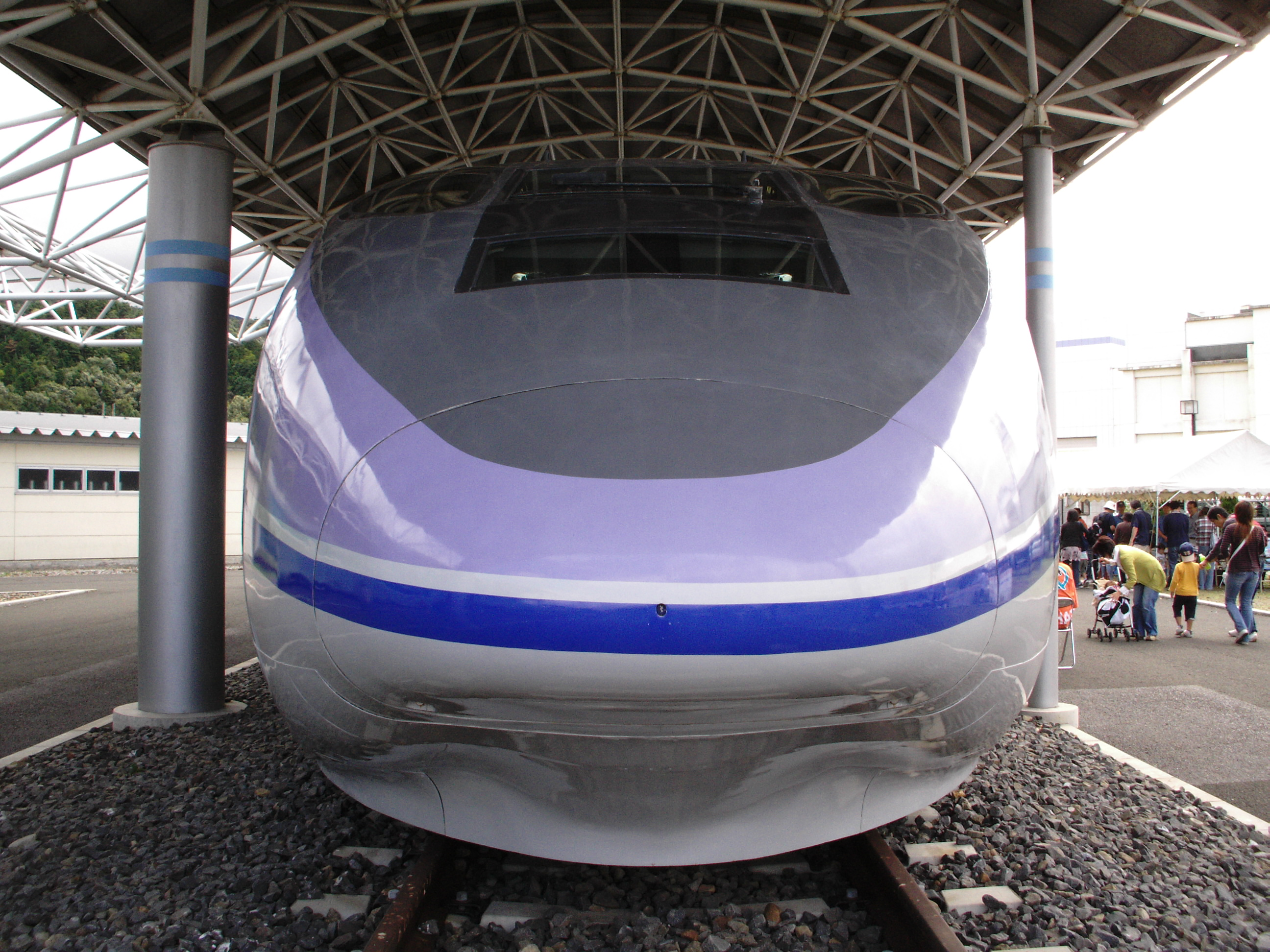
500-901先頭車両ノーズ
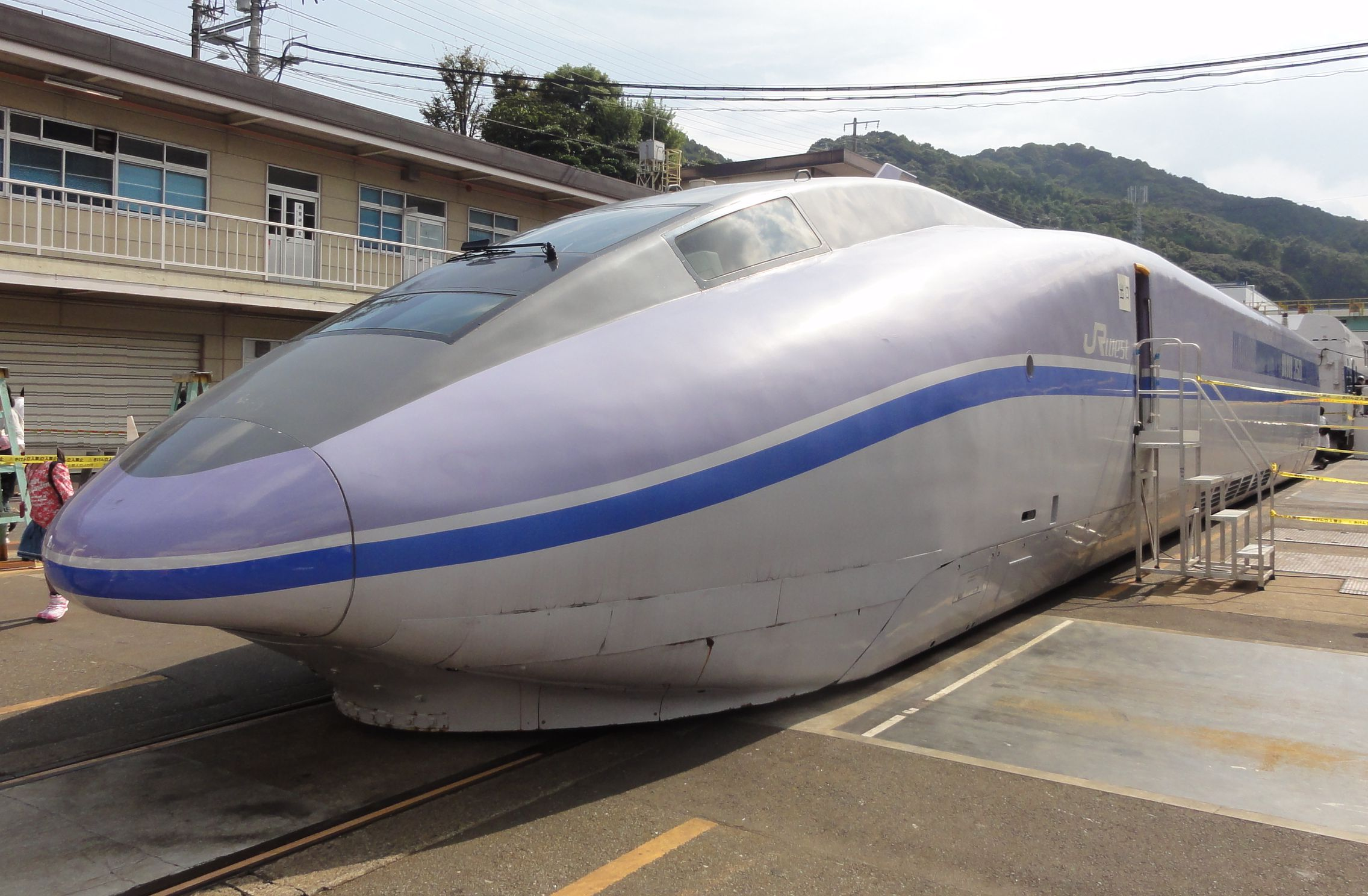
新大阪方先頭車 (500-906)
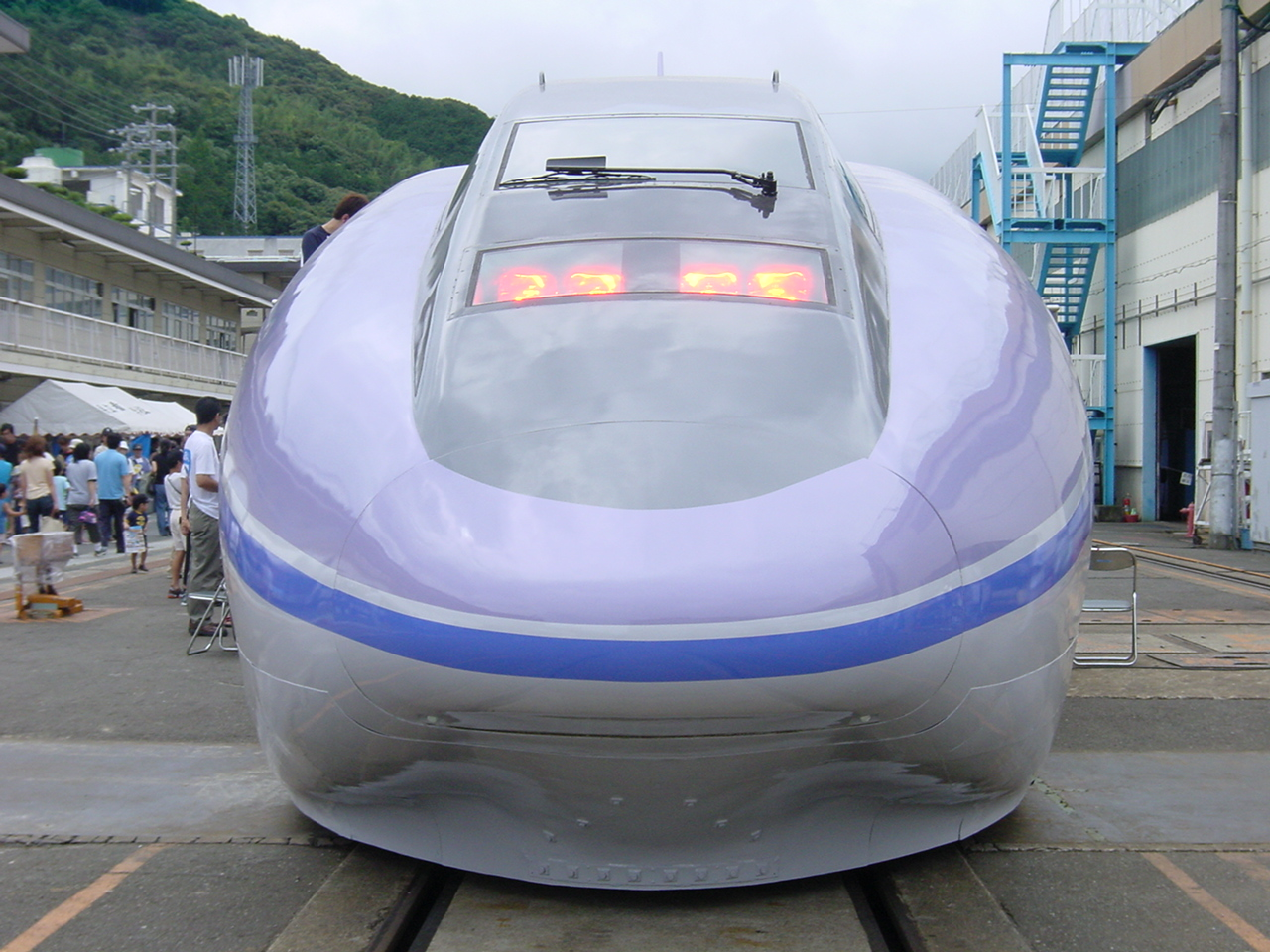
500-906先頭車両ノーズ

ボルスタレス台車は、軸箱支持方式の異なる3種類（901と905がWDT9101、902と906がWDT9102、903と904がWDT9103）を装備している。電動機の軽量化ともあいまって、100系に比べて約4割の軽量化に成功している。台車では、曲線で空気ばねにより車体を傾斜させる制御と、アクチュエーターによって振動を防ぐ制御の2種のアクティブ制御の試験を行なった。主電動機はWMT923とWMT924の2種類、歯車比は2.64である。主電動機は連続定格で300 kW、1時間定格で320 kWの容量を備える。
パンタグラフは、3種3基を搭載 (901, 902, 905) できるようにしていたが、集電性能の向上ではなく、低騒音パンタグラフの試験・開発が主な目的である。走行試験は2基または1基のパンタグラフを上げて行われた。

### 車内
車内は4号車のみ量産車を想定した座席が配置されており、博多寄りがグリーン車を想定した2 + 2人掛けが5列で、シートピッチは1,160 mm、新大阪寄りが普通車を想定した2 + 3人掛け、シートピッチは1,060 mmの区画を5列、980 mmの区画を5列の配置とした。トイレは3号車に備えている。
これ以外の5両は座席は配置しておらず、走行試験のデータ収集室とした。

## 試験の経過
1992年（平成4年）4月30日に落成、博多総合車両所に配置され、同日に構内で公式試運転が実施された。各種準備後の6月8日から博多総合車両所 - 小倉間で220 km/hまでの性能確認試験を開始した。編成番号はW0となった。さらに6月22日からは、地上設備を350 km/h運転対応に整備した小郡（現・新山口） - 新下関間で第1次速度向上試験を開始、昼間の営業時間帯に275 km/hまでの走行試験を実施した。7月13日からは第2次速度向上試験を開始し、275 km/h以上の走行試験が始まり、8月8日には前述区間で当時国内最高速の350.4 km/hを達成し、基本的な性能面では350 km/hでの運転に支障がないことが確認された。8月下旬からは、300 km/h速度域での騒音関係の試験とアクティブサスペンション関係の試験を実施した。
騒音低減のため、後のN700系において採用される全周幌（通称：成田幌）が試験されたが、耐久性などの問題から量産車には採用されなかった。
なお、営業車両での500系の最高速度を350 km/hとした場合パンタグラフから発生する風切り音のため騒音が環境庁（現・環境省）の騒音基準（線路中央から20メートルで75デシベル以下）を超えてしまうことが判明した。車体傾斜装置が未搭載で曲線区間通過時の遠心力の問題が未解決だったことも考慮され、1994年夏に量産車での営業最高速度は320 km/hに改められた。その後、阪神・淡路大震災の発生によって非常制動距離の厳守が必須となったことと、総合的な費用対効果の検討から更に300 km/hに改めている。

### 集電装置周囲の変化
低騒音形パンタグラフの開発に当たっては、ドイツ・シーメンスのシングルアーム型パンタグラフ（初代V型）に翼型舟体を搭載して試験を行った。しかし、負の揚力によって走行中に折りたたまれるという事態も発生した。量産車に採用される翼型パンタグラフの他に、後に700系で採用されるシングルアームパンタグラフ（2代目V型）も試験され、耐久試験も行われていた。しかし、高速度領域における騒音低減効果が小さいため、採用されなかった。
集電装置からの騒音を低減するため、新造時には300系に似た箱型のカバーが搭載されていた。集電装置からの騒音は低減できたものの、カバーが大きくなったために、カバーそのものから発せられる騒音とトンネル微気圧波が増加した。その後、カバーから発せられる騒音を減らすために、集電装置の前後をできるだけ長いスロープとしたカバーが試験された。これを使用することによって、ひし形パンタグラフの場合でも300 km/hにおいて環境基準を満たすことができたが、重量増加という問題が解決できず、低騒音形パンタグラフを使用することによってカバーの小型化・軽量化を図る方向に方針転換した。
量産車で採用された碍子カバーの他にも、700系で採用された側面にディフレクターを追加したタイプも試験された。

### 運用終了後
1995年（平成7年）に本車を使用した試験は終了し、量産先行車（W1編成）の登場後の1996年（平成8年）5月25日に最終運用を行い、5月30日には博多総合車両所にてお別れセレモニーを実施、5月31日付で廃車となり、両先頭車両を除いて解体された。
- 博多方の500-901がJR米原駅近くの鉄道総合技術研究所（JR総研）風洞技術センターの敷地内に保存され、イベント時には公開されている。
- 新大阪方の500-906も博多総合車両所に保存（こちらもイベント時には公開）されていたが、2024年3月14日に解体が開始された。

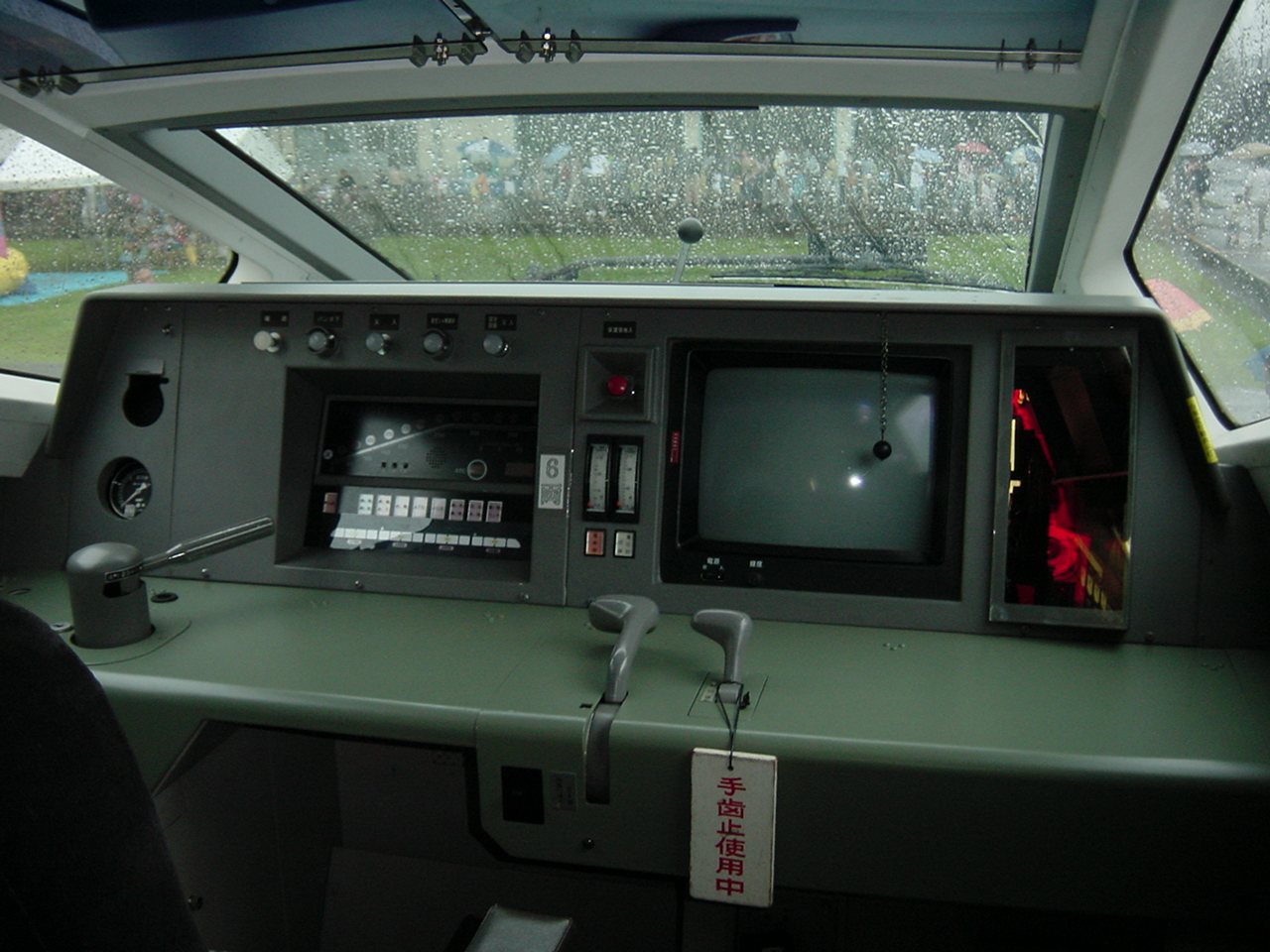
500-906運転席
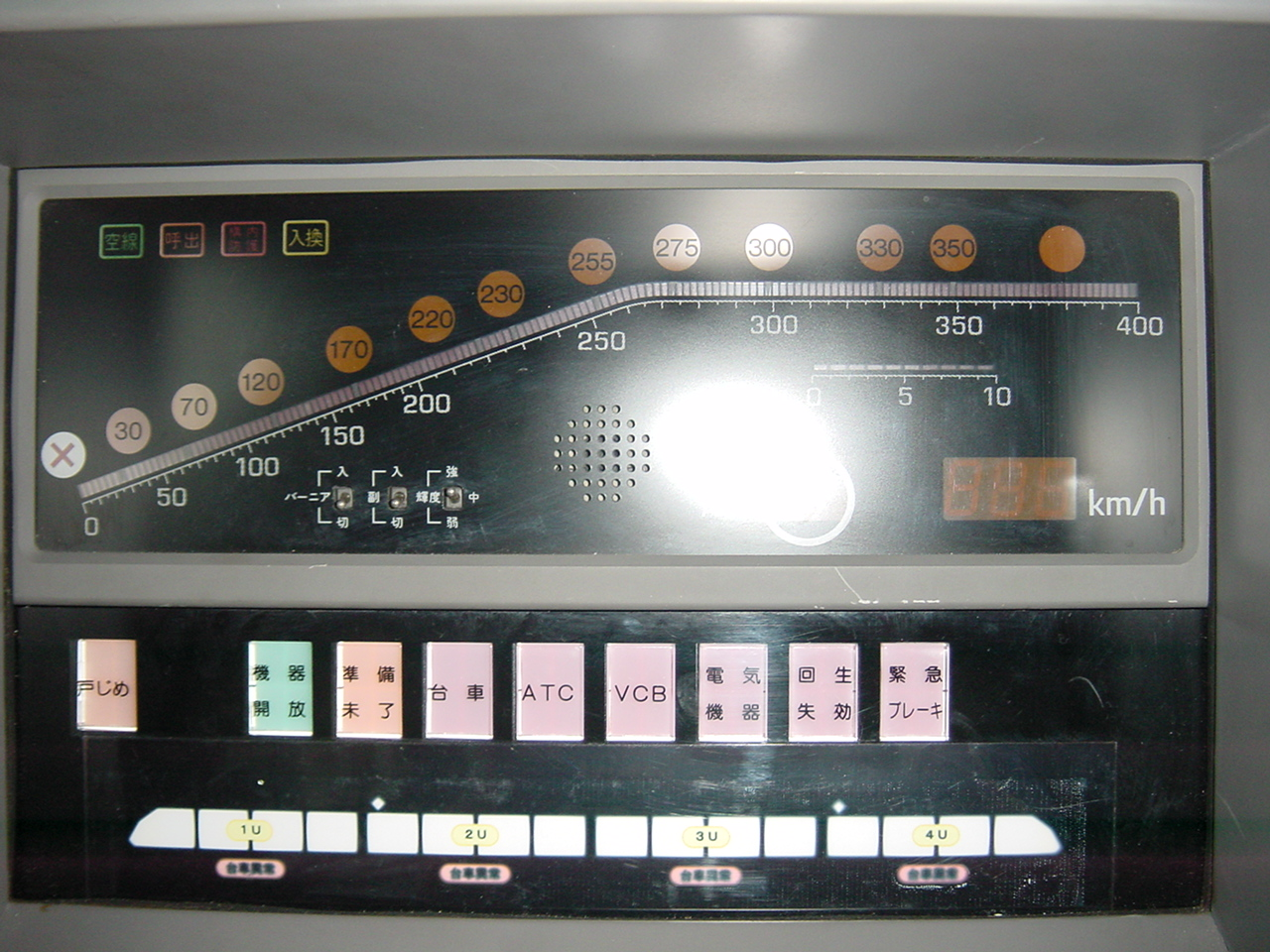
速度計 400km/hまで目盛りがある
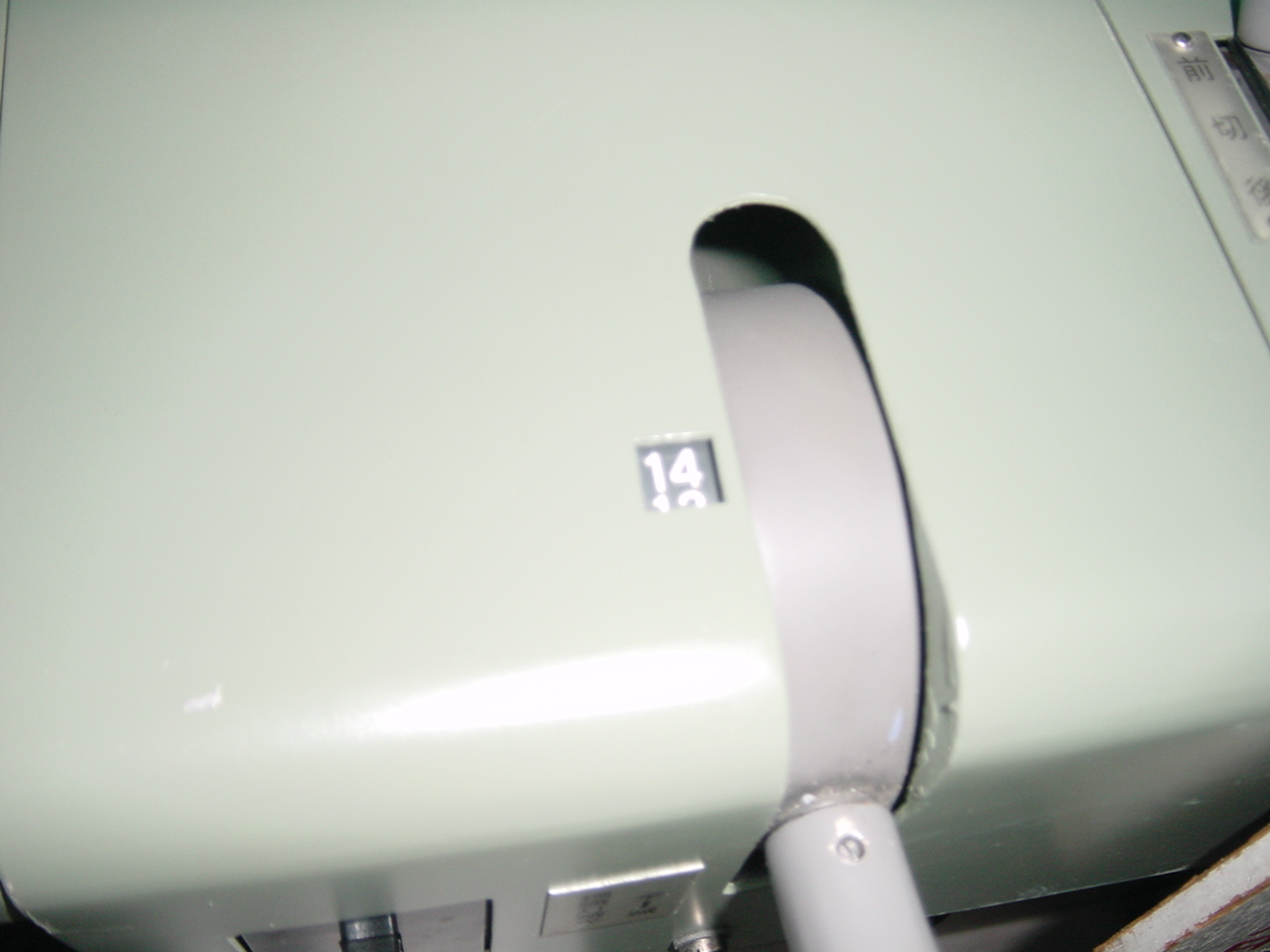
マスコンハンドルは14ノッチまである

## 参考資料
- 則直 久「新車ガイド1 JR西日本 500系新幹線試験電車」『鉄道ファン』第32巻第7号、交友社、1992年、52-17頁。
- 日本鉄道車輌工業会『車両技術』197号（1992年6月）「WIN350 JR西日本500系新幹線試験電車」pp.29 - 42
- 日本鉄道サイバネティクス協議会「鉄道サイバネ・シンポジウム論文集」
  - 1992年（第29回）「500系新幹線電車の電気システム ACVVVFインバータ方式新幹線電車」論文番号304
  - 1993年（第30回）「500系新幹線電車の主回路システム」論文番号416
- 日本鉄道運転協会「運転協会誌」1993年1月号「JR西日本 WIN350による新幹線高速試験」pp.16 - 19